# Pierre-Louis Beraldi
Pour les articles homonymes, voir Beraldi.
 (janvier 2022).
Si vous disposez d'ouvrages ou d'articles de référence ou si vous connaissez des sites web de qualité traitant du thème abordé ici, merci de compléter l'article en donnant les références utiles à sa vérifiabilité et en les liant à la section « Notes et références ».
Pierre-Louis Béraldi, né le 24 août 1821 à Fort-Royal (Martinique) et décédé le 13 janvier 1903 à Paris 9e, officier d'Administration de la Marine Nationale, sous Directeur au Ministère de la Marine, président du Conseil général & sénateur de l'Aude 1876-1885, président au Conseil d'administration des chemins de fer de l’État, chevalier de la Légion d'Honneur

## Biographie
Pierre Louis est fils unique de Louis Raphaël Béraldi, né le 24 octobre 1790 à Pesaro dans les Marches (ex États pontificaux, Italie), propriétaire, arrivé en Martinique en 1802 comme musicien gagiste dans le 82e Régiment d'infanterie de Ligne jusqu'en 1806, membre du 1er bataillon de milice 1806-1829, cité négociant en 1821, entre à l'Administration des Douanes comme vérificateur en avril 1831, puis en deviendra Officier dès octobre 1831, et de Jeanne Virginie Majorel, née le 23 septembre 1803 à Fort-Royal (Martinique), décédée le 30 août 1821 à Fort-Royal, à 12 jours de la naissance de Pierre Louis.
Orphelin de mère, il sera élevé par sa grand-mère maternelle, veuve Rose Désirée Fermy, 1775-ap.1840, qui en 1803 avait épousé en 1re noces Henri Majorel 1765-1814, Procureur au Sénéchal le 25 décembre 1788 à Limoux (Aude), huissier des Tribunaux de 1re instance à Fort Royal, originaire de Castelnaudary, puis en 1820 se remariera en 2e noces avec un collègue de feu son époux, Pierre Buffet 1765-1824, Huissier à Port-Royal, Directeur de la bourse.
Il rentrera donc en France en 1835 accompagnant les bagages de sa grand-mère maternelle, Rose Désirée Fermy veuve de Pierre Buffet, où elle achètera le château de Montauriol dans l'Aude, Pierre Louis est alors âgé de 14 ans, et il est fort vraisemblable qu'il vint à Toulouse pour y poursuivre ses études secondaires et universitaires, lieu où il côtoiera Suzanne Mathilde Mazzoli, sa future épouse, née à Saint-Pétersbourg en Russie, le 1er février 1823, fille d’Angelo Auguste, et sœur d’Ange Ferdinand Mazzoli.
Pierre Louis Béraldi, dès ses études secondaires terminées à Toulouse, s'installera à Paris le 10 mai 1840, pour faire carrière au Commissariat de la Marine Nationale et se mariera le 19 février 1848 à Toulouse, avec Suzanne "Mathilde" Mazzoli, née le 1er février 1823 à Saint-Pétersbourg (Russie), décédée le 21 avril 1909 à Paris 9e, fille de Angelo Auguste Mazzoli, 1777-1885, et sœur de Ange Ferdinand Mazzoli 1821-1893.
Ils eurent deux enfants, l'ainé, Angelo Ferdinand dit Henri Beraldi né le 6 février 1849 à Paris 8e, décédé le 31 mars 1931 à Paris 8e, sous-chef de bureau au Ministère de la Marine et des Colonies, homme de lettres, écrivain d'art et collectionneur, bibliophile. Fondateur et président de la Société des Livres, Officier de la Légion d'Honneur, et la cadette, Suzanne Adélaïde dite Mathilde Béraldi, 1854-1867, décédée à Paris à l'âge de 12 ans, inhumée au cimetière du Château de Montauriol dans l'Aude, propriété de Rose Désirée Fermy, son arrière-grand-mère paternelle.
Les annuaires de la Marine de 1860 et 1869 nous révèle qu'il commença sa carrière à 21 ans, au Commissariat de la Marine le 10 mai 1840, et dès le 30 décembre 1845 il sera Commis, puis Aide-commissaire le 21 août 1852, sous-commissaire le 26 février 1859, commissaire-adjoint le 22 décembre 1865 puis terminera sa carrière au Ministère de la Marine et des Colonies comme Chef de Bureau le 1er janvier 1869 et on le cite retraité comme sous-Directeur le 8 février 1876 après son élection au Sénat à l'âge de 55 ans.
Il sera ensuite nommé président du Conseil général et sénateur de l'Aude de 1876 à 1885. Il était contemporain politique et proche du Président de la République, le Maréchal de France Patrice de Mac Mahon par le truchement de sa cousine germaine, Lise Thérèse Clémence Oternaud.
En effet, la tante maternelle de Louis Raphaël Béraldi, Rose Lise Michel Majorel (1808-1836) était mariée à Placide Hilaire Valentin Oternaud (1808-1836), propriétaire, dont ils eurent une fille, cousine germaine de Pierre Louis Béraldi, Lise Thérèse Clémence Oternaud, 1833-1914, mariée le 14 septembre à Montauriol (au Château de Rose Désirée Fermy, leur grand-mère maternelle) avec Ferdinand-Auguste Lapasset (1817-1875), Saint Cyrien, Général de Division, Commandeur de 2e classe de l'ordre du Nichan-Iflikhar de Tunis, commandant de la 34e division d'infanterie à Toulouse, Grand Officier de la Légion d'Honneur et dont le fait d'armes de 1870, lorsqu'il était sous le commandement du Maréchal de France François Achille Bazaine (1811 - 1888) de triste mémoire, le firent apprécier par le Maréchal de France Patrice de Mac Mahon, qui deviendra président de la République en 1873.
Pierre Louis se désintéressa de la politique après un échec électoral en 1885, il avait alors 64 ans, et prendra alors la fonction de Président du Conseil d'administration des chemins de fer de l'État.
Il mourut à Paris le 13 janvier 1903 à son domicile, 68 rue Blanche, dans le 9e arrondissement de Paris à l'âge de 81 ans, lieu où son épouse Suzanne Mathilde Mazzoli lui survivra jusqu'à son décès survenu le 21 avril 1909. Il repose au cimetière du Père Lachaise.

## Distinction
Officier de la Légion d'honneur le 11 août 1869.

## Sources
1. ↑  « Cimetière du Père Lachaise - Amis et Passionnés du Père Lachaise (APPL) BERALDI Pierre Louis (1821-1903) », sur appl-lachaise.net, 21 janvier 2011 (consulté le 7 juin 2024).
2. ↑  Base Léonore, « Pierre-Louis Beraldi », sur leonore.archives-nationales.culture.gouv.fr (consulté le 7 juin 2024).

- « Pierre-Louis Beraldi », dans Adolphe Robert et Gaston Cougny, Dictionnaire des parlementaires français, Edgar Bourloton, 1889-1891 [détail de l’édition]